# Meshuggah

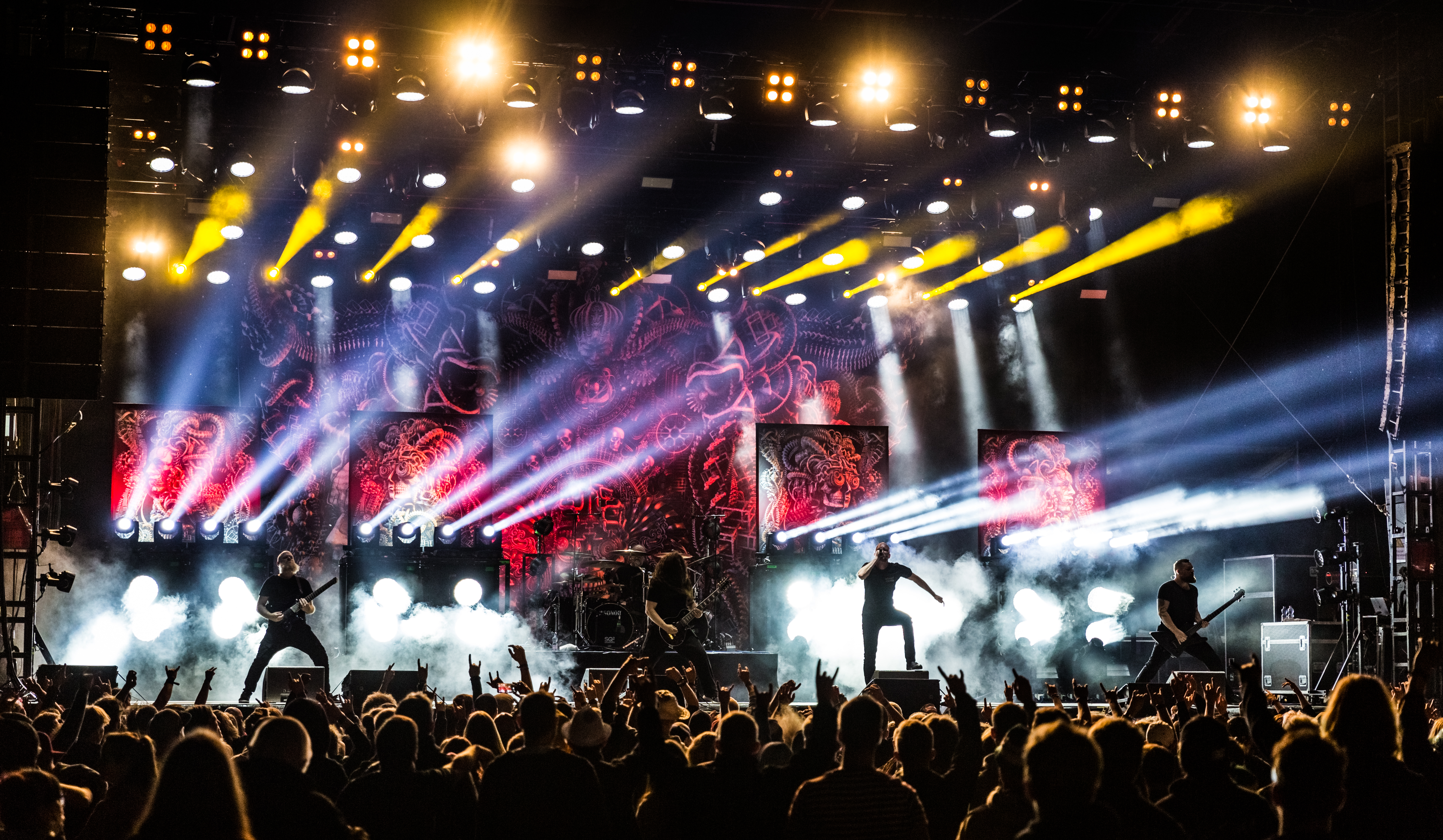
Meshuggah - Rock am Ring 2018

Meshuggah is een Zweedse metalband. De band werd opgericht in 1987 in Umeå. Gitarist Fredrik Thordendal, bassist Peter Nordin and vocalist Jens Kidman speelden op de debuut-ep uit 1989. Daarna kwam Tomas Haake erbij op drums, voordat Meshuggah zijn eerste complete album opnam, Contradictions Collapse. Deze cd werd uitgebracht in 1991.
De muziek van de groep wordt gekenmerkt door het gebruik van polyritmiek en complexe maatsoorten, gespeeld op laag gestemde 8-snarige gitaren. Typerend voor de band zijn de gesyncopeerde metalriffs die de ingewikkelde patronen van de bassdrum volgen, terwijl de snare en bekkens een vierkwartsmaat aanhouden. Deze stijl is een inspiratie geweest voor veel progressievemetalbands en is de basis geweest voor djent.

## Bezetting

### Huidige leden
- Jens Kidman - vocalist (1987-heden)
- Fredrik Thordendal - gitarist (1987-heden)
- Mårten Hagström - gitarist (1992-heden)
- Dick Lövgren - bassist (2004-heden)
- Tomas Haake - drummer (1990-heden)

### Voormalige leden
- Gustaf Hielm - bassist (1998-2004)
- Peter Nordin - bassist (1987-1995)
- Niklas Lundgren - drummer (1987-1990)

## Discografie
- Meshuggah, 1989
- Contradictions Collapse, 1991
- None, 1994
- Selfcaged, 1995
- Destroy Erase Improve, 1995
- The True Human Design, 1997
- Chaosphere, 1998
- Rare Trax, 2001
- Nothing, 2002
- I, 2004
- Catch Thirtythree, 2005
- Nothing - Re-release + dvd, 2006
- ObZen, 2008
- Koloss, 2012
- The Violent Sleep of Reason, 2016
- Immutable, 2022